# Shikimate désydrogénase
La shikimate déshydrogénase est une oxydoréductase qui catalyse la réaction :
3-déshydroshikimate + NADPH + H+  {\displaystyle \rightleftharpoons }  shikimate + NADP+.
Cette enzyme intervient à la quatrième étape de la voie du shikimate de biosynthèse des acides aminés aromatiques. Cette voie métabolique est nécessaire au développement de nombreux êtres vivants, et fait l'objet de recherches afin de développer des herbicides et des parasiticides sans toxicité pour l'homme car elle est absente chez les animaux. La shikimate déshydrogénase offre, de ce point de vue, une alternative à l'usage du glyphosate, qui cible l'EPSP synthase et dont l'efficacité tend à décroître en raison du développement de résistances à ce produit, mais l'existence de deux isoenzymes complique l'élaboration de molécules efficaces sur toutes les isoformes de cette enzyme.